# مینی‌سیتی
مینی سیتی نام محله ایست که در شمال شهر تهران (شمیران)، پایتخت ایران و در محدوده شرق منطقه ۱ شهرداری تهران واقع شده‌است. این محله به لحاظ آب و هوا به دلیل قرار گرفتن در مجاورت ارتفاعات رشته کوه البرز و همچنین پارک‌های جنگلی سوهانک و لویزان، از خوش آب و هواترین مناطق تهران می‌باشد.
مینی سیتی از «شمال» در مجاورت ارتفاعات کوه؛ از «جنوب» به اراضی ازگل، اراج و لویزان؛ از «شرق» به سوهانک و لواسانات و از «غرب» به محله دارآباد و اقدسیه محدود می‌شود. این محدوده شامل محله‌های قدیمی سوهانک، ازگل، اراج، لارک، باقالی زار و شهرک‌های ارغوان، لاله، یاس، کوثر، آتی ساز، ابوذر، قائم، محلاتی، نفت، البرز، اقتدار، صدف، گلها، دانشگاه، مهرگان، خلبانان (پرواز)، ولیعصر، خوشرو، بابایی، صادقی و خیابان یاران شامل شهرک‌های مهتاب، آفتاب و فراز و … می‌شود.

## علت نام‌گذاری
اولین شهربازی تهران به نام شهربازی مینی سیتی (پارک شادی مینی سیتی) در این مکان احداث شده بود، به مرور زمان اسم این شهربازی برای این منطقه استفاده شد؛ تا آنجا که این نام هنوز به این منطقه گفته می‌شود. این شهربازی چند سال پیش به منظور احداث ایستگاه متروی شهید محلاتی تخریب شد. از سوی دیگر مینی سیتی به معنای شهر کوچک یا همان شهرک است و اصطلاح مینی سیتی با وجود بیش از ۲۰ شهرک در این محدوده به خوبی بیانگر شهرک نشین بودن این محله است.

## ویژگی‌های محله
این محله یکی از خوش آب و هواترین مناطق شهر تهران به‌شمار می‌آید و زمستان‌هایی سرد تر از سایر مناطق تهران دارد. یکی از ویژگی‌های منحصر بفرد این منطقه وجود بیش از ۲۰ شهرک در مجاورت یکدیگر است.

## خطوط حمل و نقل عمومی
از امکانات حمل و نقل عمومی این محله می‌توان به ایستگاه‌های خط ۳ متروی تهران (قائم به آزادگان) با نام‌های ایستگاه متروی قائم (در تقاطع شهرک‌های قائم، ابوذر و محلاتی) و ایستگاه متروی شهید محلاتی (در ابتدای شهرک محلاتی) و ایستگاه مترو اقدسیه (انتهای غربی بزرگراه ارتش) اشاره نمود.
در این محله خطوط اتوبوس بشرح ذیل فعالیت دارند:
۱- خط 9 BRT - از مبدأ جوانمرد قصاب (شهر ری) به مقصد پایانه لاله (انتهای شرقی بزرگراه ارتش)
۲- خط 6 BRT – از مبدأ پایانه افشار (پارک‌وی (چهارراه)) به مقصد پایانه لاله (انتهای شرقی بزرگراه ارتش)
۳- خط ۲۱۳ – از مبدأ میدان رسالت به مقصد شهرک محلاتی
۴- خط ۲۱۵ – از مبدأ سه راه ضرابخانه به مقصد سوهانک
۵- خط ۲۱۷ – از مبدأ مترو قیطریه به مقصد شهرک صدف
۶- خط ۲۲۰ – از مبدأ تجریش به مقصد ازگل
۷- خط ۲۹۸ – از مبدأ تجریش به مقصد شهرک قائم
۸- خط ۳۰۱ – از مبدأ پایانه حقانی به مقصد پایانه لاله (انتهای شرقی بزرگراه ارتش)

## مراکز مهم دولتی
سازمان جنگل‌ها، مراتع و آبخیزداری ایران (بزرگراه ارتش)
اداره کار شمیرانات (شهرک ابوذر)
پزشکی قانونی شمیرانات (بزرگراه ارتش)
باشگاه دیپلماتیک وزارت امور خارجه
اداره راهنمایی و رانندگی منطقه یک (انتهای بلوار اوشان)
کلانتری ۱۶۴ قائم (بزرگراه ارتش)
ایستگاه آتش‌نشانی ۳۶ (مینی سیتی)
ایستگاه آتش‌نشانی ۱۳۱ (شهرک ابوذر)
دفتر پست لشگرک (منطقه ۱۹ پستی) (بزرگراه ارتش)

## مراکز علمی
رصدخانه ملی ایران
پژوهشکده علوم شناختی پژوهشگاه دانش‌های بنیادی (IPM)
دانشگاه آزاد اسلامی واحد تهران مرکزی
ساختمان مرکزی دانشگاه پیام نور
دانشگاه پیام نور واحد تهران شمال
واحدها و دانشگاه‌های مختلف ارتش جمهوری اسلامی ایران

## مراکز تفریحی
موزه نقشه تهران (GIS)
باشگاه سوارکاری اقدسیه
باشگاه سوارکاری بنانیه
باشگاه سوارکاری بام سوهانک
مسیر کوهنوری دارآباد
پارک جنگلی سوهانک
بوستان مهرگان (بزرگترین بوستان منطقه یک)
بوستان نیایش (شهرک قائم)
بوستان خانواده (شهرک محلاتی)
اسکیت پارک لیو
بوستان ساحلی دارآباد
تالارهای پذیرایی (باغ بهشت، بنانیه، اقدسیه، دیپلماتیک)

## مراکز بهداشتی درمانی
بیمارستان نیکان
بیمارستان ۵۰۵ ارتش
بیمارستان دکتر مسیح دانشوری
مؤسسهٔ خیریهٔ حمایت از کودکان مبتلا به سرطان محک
مرکز توانبخشی امام علی (ع) (توانبخشی و نگهداری شبانه‌روزی دختران معلول ذهنی-جسمی)
پایگاه بهداشت مینی سیتی
مرکز جامع سلامت ازگل
مرکز جامع سلامت قائم
مرکز جامع سلامت سوهانک
درمانگاه کوثر

## مراکز خرید و فروشگاه‌های زنجیره ای
مرکز خرید شمیران سنتر
مرکز خرید پرنیان
مرکز خرید الماس ایران
مرکز خرید پلاتینیوم
مرکز خرید مروارید
مرکز خرید نخل
فروشگاه زنجیره ای شهروند (محک)
فروشگاه زنجیره ای شهروند (شمیران سنتر)
فروشگاه زنجیره ای شهروند (الماس ایران)
فروشگاه زنجیره ای اتکا (شهرک محلاتی)
فروشگاه زنجیره ای رفاه (مرکز خرید پلاتینیوم)
فروشگاه کوروش (مینی سیتی، خیابان نخل)
فروشگاه جانبو (شهرک قائم)
فروشگاه جانبو (ازگل، بیدستان)

## مراکز فرهنگی
سرای محله سوهانک
سرای محله قائم و محلاتی
سرای محله گلها
سرای محله نفت
سرای محله ازگل
سرای محله اراج
کتابخانه شهید محلاتی (وابسته به شهرداری)
مجموعه فرهنگی کوثر ( شهرک قائم ) موقوفه آستان حضرت عبدالعظیم (ع)

## ابنیه مذهبی
گلزار شهدای سوهانک
حوزه علمیه امام خمینی ازگل
مقبره شهدای گمنام شهرک محلاتی
مقبره شهدای گمنام دانشگاه پیام نور
مقبره شهدای گمنام شهرک قمر بنی هاشم
مسجد امام علی (ع) شهرک لاله
حسینیه سوهانک
مسجد جامع ازگل
مسجد جامع اراج
حسینیه اراج
مسجد امیرالمؤمنین شهرک محلاتی
مسجد ولیعصر شهرک محلاتی
مسجد انصارالحسین شهرک محلاتی
مسجد حضرت فاطمه شهرک دانشگاه
مسجد المهدی شهرک نفت
مسجد ولیعصر شهرک قائم
مسجد جامع قائم (عج) شهرک قائم
مسجد جامع امام جعفر صادق باقالی زار (اوشان)
مسجد محمد رسول‌الله شهرک صدف